# رقم التسجيل CAS

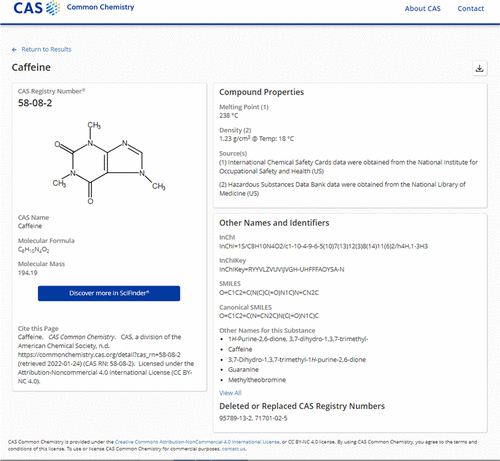
معلومات سجل CAS Common Chemistry الخاص بالكافيين، والتي تتضمن رسم الهيكل ثنائي الأبعاد، والخصائص الفيزيائية والكيميائية، والمزيد.

رقم تسجيل المركب الكيميائي (بالإنجليزية: CAS Registry Number) حيث [CAS تشير إلى الأحرف الأولى من (Chemical Abstracts Service)] هو نظام عالمي لترقيم المركبات الكيميائية.
يوجد لكل مركب كيميائي معروف (حتى السلاسل الحيوية، السبائك، البوليميرات) رقم تسجيل CAS محدد، مما يسهل من البحث والتعامل مع المواد الكيميائية خاصة بالنسبة لغير الكيميا.

## الصيغة
يقسم رقم التسجيل CAS عن طريق علامة الوصل - إلى ثلاثة أقسام، الأول يتألف من عدة أرقام حتى إلى 7، الثاني من رقمين، أما الثالث فمن رقم واحد، ويدعى رقم اختبار Check digit.
يتم الاختبار وفق الصيغة:
{\displaystyle Z_{n}\ldots Z_{4}Z_{3}-Z_{2}Z_{1}-R}
حيث أن R هو رقم الاختبار، و{\displaystyle Z_{1},Z_{2},\ldots ,Z_{n}} تمثل الأرقام مرتبة في رقم التسجيل.
يكون رقم التسجيل CAS صحيحاً عندما
{\displaystyle \left(\sum _{i=1}^{n}iZ_{i}\right)\,{\bmod {\,}}10=R}

## مثال
الإيثانول له رقم CAS كالتالي : 5-17-64
| رقم التسجيل CAS | 6  | 4  | 1 | 7 |      |
| الموقع          | 4  | 3  | 2 | 1 |      |
| الناتج          | 24 | 12 | 2 | 7 | Σ=45 |

بحساب
```

  

    

      

        
R

        
=

        
45

        
 

        
m

        
o

        
d

        
10

        
=

        
5

      

    

    
{\displaystyle R=45\ mod10=5}

  

```

ينتج لدينا أن الرقم صحيح.

## وصلات خارجية
- لمعرفة عداد التسجيلات في CAS
- CAS registry description من الموقع الرسمي لـ Chemical Abstracts Service

لإيجاد رقم التسجيل CAS لأي مركب قم بكتابة اسمه، صيغته، أو بنيته، في أي من المواقع الخدمية المجانية التالية:
- PubChem
- NIH ChemIDplus نسخة محفوظة 6 يوليو 2005 على موقع واي باك مشين.
- NIST Chemistry WebBook
- R&D Chemicals
- NCI Database Browser نسخة محفوظة 19 يونيو 2005 على موقع واي باك مشين.
- Chemfinder نسخة محفوظة 11 أبريل 2013 على موقع واي باك مشين.
- ChemSub Online (Multilingual chemical names)
- European chemical Substances Information System (ESIS)